# Boletina subnitidula
Boletina subnitidula är en tvåvingeart som beskrevs av Mitsuhiro Sasakawa 1994. Boletina subnitidula ingår i släktet Boletina och familjen svampmyggor. Inga underarter finns listade i Catalogue of Life.